# 오리엔티폴드
끈 이론에서 오리엔티폴드(orientifold)란 끈의 세계면의 방향 반전 연산자를 게이지하여 없앤 경우를 일컫는다.

## 정의
ⅡB종 초끈 이론의 기본 끈의 세계면의 {\displaystyle {\mathcal {N}}=(1,1)} 2차원 등각 장론에는 다음과 같은 연산자들이 존재한다.
- {\displaystyle \Omega }: 끈의 방향을 뒤집는다. 즉, 왼쪽 진동 모드와 오른쪽 진동 모드를 서로 바꾼다.
- {\displaystyle (-)^{F_{L}}}: 왼쪽 진동 모드의 페르미온 수. 이는 라몽-라몽 장에 대하여 −1로 작용하며, 라몽-느뵈-슈워츠 페르미온에 대하여 −1로, 느뵈-슈워츠-라몽 페르미온에 대하여 +1로 작용한다.
- {\displaystyle (-)^{F_{R}}}: 오른쪽 진동 모드의 페르미온 수. 이는 라몽-라몽 장에 대하여 −1로 작용하며, 라몽-느뵈-슈워츠 페르미온에 대하여 +1로, 느뵈-슈워츠-라몽 페르미온에 대하여 −1로 작용한다.

이들은
{\displaystyle \Omega ^{2}=((-)^{F_{L}})^{2}=((-)^{F_{R}})^{2}=1}
{\displaystyle \Omega (-)^{F_{L}}=(-)^{F_{R}}\Omega }
를 따르며, 크기 8의 정이면체군 {\displaystyle \operatorname {Dih} (4)}을 이룬다.:§2.2
| 장                           | {\displaystyle \Omega } | {\displaystyle (-)^{F_{\text{L}}}} 또는 {\displaystyle (-)^{F_{\text{R}}}} |
| ---------------------------- | ----------------------- | -------------------------------------------------------------------------- |
| {\displaystyle g_{\mu \nu }} | +                       | +                                                                          |
| {\displaystyle B_{\mu \nu }} | −                       | +                                                                          |
| {\displaystyle \Phi }        | +                       | +                                                                          |
| {\displaystyle C_{0}}        | −                       | −                                                                          |
| {\displaystyle C_{2}}        | +                       | −                                                                          |
| {\displaystyle C_{4}}        | −                       | −                                                                          |
| {\displaystyle C_{6}}        | +                       | −                                                                          |
| {\displaystyle C_{8}}        | −                       | −                                                                          |

보다 일반적으로, 시공간 {\displaystyle M}의 방향을 보존하는 대합 {\displaystyle I\colon M\to M}에 대하여, {\displaystyle I\Omega } 등은 ⅡB 끈 세계면 이론의 대칭을 이룬다.
ⅡA의 경우, {\displaystyle \Omega }는 끈 세계면 이론의 대칭이 아니며, 대신 방향을 바꾸는 대합 {\displaystyle I\colon M\to M}와 합성하였을 때 {\displaystyle I\Omega } 등은 끈 세계변 이론의 대칭을 이룬다.
끈이 움직이는 시공간 {\displaystyle M}이 어떤 (유한) 대칭군 {\displaystyle G}를 갖는다고 하자. 그렇다면, 총 대칭군
{\displaystyle G\times \operatorname {Dih} (4)}
의 임의의 부분군
{\displaystyle H\leq G\times \operatorname {Dih} (4)}
을 골라, 게이지 대칭으로 간주할 수 있다. 이 경우, 만약 {\displaystyle H\leq G\times \{1\}}이라면 (즉, 끈 세계면 2차원 등각 장론의 대칭을 사용하지 않는다면) 이는 일반 오비폴드 {\displaystyle M/H} 위의 끈과 같다. 그러나 일반적으로 {\displaystyle H\not \leq G\times \{1\}}이라면, 이를 오리엔티폴드라고 한다.

### 오리엔티폴드 평면
흔히 사용되는 경우는 {\displaystyle H=\{(1,1),(g,\Omega )\}}이며 {\displaystyle g^{2}=1}인 경우이다. 이 경우, {\displaystyle g}의 고정점의 집합을 오리엔티폴드 평면이라고 한다. 차원에 따라, {\displaystyle p+1}차원의 오리엔티폴드 평면을 O{\displaystyle p} 평면으로 부른다.
O-평면은 D-막과 같이 게이지 전하를 지니나, 이들은 D-막과 달리 음의 장력을 지니며, 또한 동적이지 않다. (즉 O-평면에 국한된 진동모드가 없다.) 예를 들어, {\displaystyle G}가 자명한 ({\displaystyle G=1}) 경우 과녁 공간 전체를 차지하는 O9-평면이 존재한다.
보다 일반적으로,
{\displaystyle \operatorname {Dih} (4)=\{1,(-)^{F_{L}+F_{R}},\Omega ,\Omega (-)^{F_{L}+F_{R}},(-)^{F_{L}},(-)^{F_{R}},\Omega (-)^{F_{L}},\Omega (-)^{F_{R}}\}}
에서, 총 페르미온 수 {\displaystyle (-)^{F_{L}+F_{R}}}를 삽입하는 것은 오리엔티폴드를 반(反) 오리엔티폴드로 바꾸는 것에 해당한다.:319, §10.6
이를 무시하면 (즉, 몫군 {\displaystyle \operatorname {Dih} (4)\twoheadrightarrow \operatorname {Cyc} (2)^{3}}을 취하면), 항등원이 아닌 세 개의 원소가 남는다. 에드워드 위튼은 이를 다음과 같이 명명하였다.
- (ⅰ)종 오리엔티폴드(영어: type (ⅰ) orientifold): {\displaystyle \Omega }
- (ⅱ)종 오리엔티폴드(영어: type (ⅱ) orientifold): {\displaystyle (-)^{F_{L}}} (또는 {\displaystyle (-)^{F_{R}}})
- (ⅲ)종 오리엔티폴드(영어: type (ⅲ) orientifold): {\displaystyle \Omega (-)^{F_{L}}} (또는 {\displaystyle \Omega (-)^{F_{R}}})

이 경우, 사용되는 원소 {\displaystyle X}는 페르미온에 대하여 {\displaystyle X^{2}=+1}이 되어야 한다. 이 조건을 풀면, Op-평면에 사용되는 연산자는 다음과 같다.:(2.1), §2.1:317, Table 10.3
{\displaystyle I_{9-p}\Omega \cdot {\begin{cases}1&p\equiv 0,1{\pmod {4}}\\(-)^{F_{L}}&p\equiv 2,3{\pmod {4}}\end{cases}}}
물론, ⅡA에서 p는 짝수이며, ⅡB에서 p는 홀수이다. 이는 음의 라몽-라몽 전하의 경우이다. 정이면체군 Dih(4)의 중심의 원소 {\displaystyle (-)^{F}}를 여기에 추가로 삽입할 수 있으며, 이를 삽입하면 양의 라몽-라몽 전하를 얻는다. 이것들은 오리엔티폴드 반(反)평면(영어: anti-orientifold plane)에 해당한다.:§2 위 표에서 물론 {\displaystyle (-)^{F_{L}}}을 사용하는지, {\displaystyle (-)^{F_{R}}}를 사용하는지는 임의적이지만, 이는 어느 것을 D-막으로, 어느 것을 반(反) D-막으로 간주하는지에 대응한다.

### 기타 오리엔티폴드 평면
보다 일반적인 오리엔티폴드 평면의 종류도 존재한다. 구체적으로, 오리엔티폴드 평면 근처에 꼬임 부분군에 해당하는 캘브-라몽 장 또는 ({\displaystyle p\leq 6}일 때) 라몽-라몽 장 장세기를 추가할 수 있다.
| 이름 | 캘브-라몽 장세기 | 라몽-라몽 장세기 | 장력                      | 라몽-라몽 전하            | {\displaystyle N}개 반(半)D-막의 게이지 군 |
| ---- | ---------------- | ---------------- | ------------------------- | ------------------------- | ------------------------------------------ |
| Op−  | 0                | 0                | {\displaystyle -2^{p-4}}  | {\displaystyle -2^{p-4}}  | {\displaystyle \operatorname {SO} (N)}     |
| Op+  | ≠0               | 0                | {\displaystyle 2^{p-4}}   | {\displaystyle 2^{p-4}}   | {\displaystyle \operatorname {USp} (N)}    |
| Õp−  | 0                | ≠0               | {\displaystyle 1-2^{p-4}} | {\displaystyle 1-2^{p-4}} | {\displaystyle \operatorname {SO} (N+1)}   |
| Õp+  | ≠0               | ≠0               | {\displaystyle 2^{p-4}}   | {\displaystyle 2^{p-4}}   | {\displaystyle \operatorname {USp} (N)}    |

물론, 위 경우 모두에 대하여 {\displaystyle (-)^{F}}를 삽입하여 반(反)평면을 생각할 수 있다. 이 경우 장력은 그대로지만 라몽-라몽 전하의 부호가 반대가 된다.
위 표에서, Õp−-평면은 Op−평면과 ½개의 Dp-막이 결합한 상태로 여길 수 있다.

## 성질
오리엔티폴드 평면은 D-막과 마찬가지로 라몽-라몽 장에 대하여 대전돼 있으며, 음의 장력을 가진다. 구체적으로, 오리엔티폴드 평면의 D-막 전하는 다음과 같다.
| O-평면 | Op 전하 / Dp 전하 |
| ------ | ----------------- |
| O9     | −32               |
| O8     | −16               |
| O7     | −8                |
| O6     | −4                |
| O5     | −2                |
| O4     | −1                |
| O3     | −½                |
| O2     | −¼                |
| O1     | −⅛                |

이는 T-이중성으로 계산할 수 있다. Ⅰ종 끈 이론에서 O9-평면은 −32개의 D9-막과 같은 전하를 가지고 있다. 이를 원환면 {\displaystyle \mathbb {T} ^{n}}에 축소화하여 T-이중성을 가하면, {\displaystyle 2^{n}}개의 O{\displaystyle (9-n)}-평면이 32개의 D{\displaystyle (9-n)}-막과 같은 전하를 가짐을 알 수 있다. ({\displaystyle 2^{n}}은 원환면에서 모든 좌표를 뒤집는 대칭의 고정점의 수이다.) 예를 들어, 한 번 T-이중성을 가한 Ⅰ′종 끈 이론은 선분 위에 ⅡA종 초끈 이론을 축소화한 것으로, 선분의 양끝에는 O8-평면과 각각 16개의 D8-막이 존재한다.
위 표에서, “{\displaystyle k}개의 D-막”이란 오리엔티폴드를 가하기 이전의 D-막의 수이다. 오리엔티폴드를 가하면 서로 대응되는 D-막의 쌍이 하나로 여겨지게 된다. (즉, {\displaystyle k}는 항상 짝수이며, 이는 게이지 군 O(k)를 발생시킨다.)

## 예
Ⅰ종 끈 이론을 생각하자. 이 경우, ⅡB종 끈 이론에서
{\displaystyle H=\{(1,\Omega )\}}
에 대한 오리엔티폴드를 취한 것이다. 이 경우, 항등 함수의 고정점은 시공간 전체이므로, 이는 O9-평면에 해당한다. 올챙이 파인먼 도형을 상쇄시키기 위하여, 진공의 라몽-라몽 전하가 0이 되게 하기 위하여 32개의 D9-막을 추가해야 한다. 그렇다면 O(32) 게이지 군을 얻으며, 이는 Ⅰ종 끈 이론의 게이지 군에 해당한다.

## 역사
1989년에 잔프란코 프라디시(이탈리아어: Gianfranco Pradisi)와 아우구스토 사뇨티(이탈리아어: Augusto Sagnotti), 다이진(중국어: 戴瑾, 병음: Dài Jǐn), 로버트 리(영어: Robert G. Leigh), 조지프 폴친스키가 발견하였다. 다이·리·폴친스키 논문은 D-막의 발견 논문이기도 하다.
‘오리엔티폴드’(영어: orientifold)란 영어: orientation 오리엔테이션[*](방향)과 ‘오비폴드’의 합성어이다.